# Естонський драматичний театр
Естонський драматичний театр (ест. Eesti Draamateater) — театр драми в Таллінні.
Заснований 1920 року за ініціативою акторів театру «Ванемуйне». Спочатку це була драматична студія, актори якої орендували приміщення в будинку, що належав Німецькому театральному товариству. В 1939 році Драмстудії вдалося викупити будинок. В 1949 році Естонський Драматичний театр об'єднався із драматичною трупою театру «Естонія».
Протягом своєї історії театр працював під різними назвами:
- З 1920–1937 — Драмстудія
- З 1937–1949 — Естонський драматичний театр,
- З 1949 — Талліннський драматичний театр,
  - з 1952 носив ім'я Віктора Кінгісеппа,
- З 1957 —  Естонський державний академічний театр драми ім. В. Кінгісеппа.
- З 1989 — сучасна назва

В 1960-1970-х роках у театрі працював всесвітньо відомий режисер Вольдемар Пансо.